# 多羅千卡

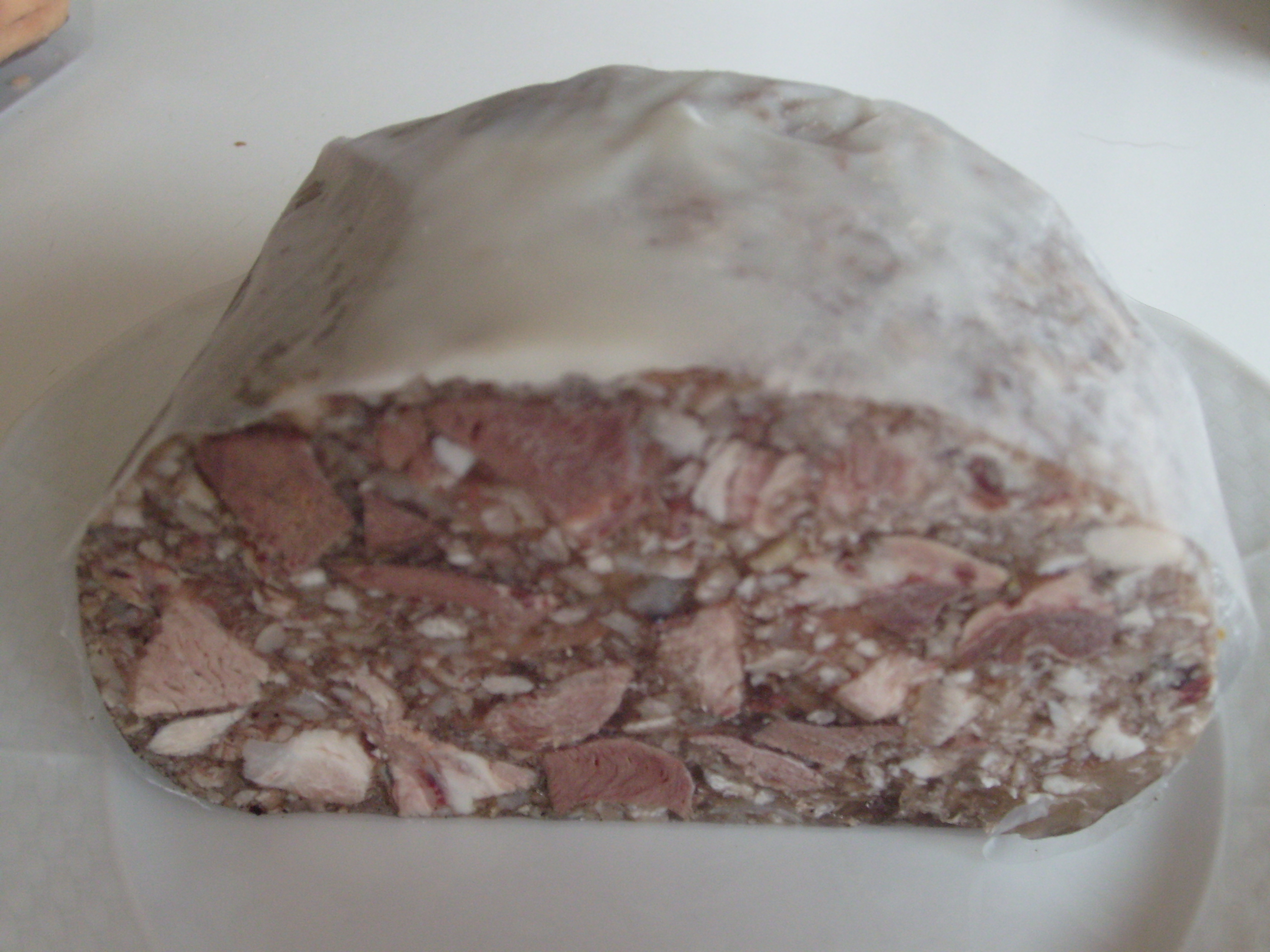
多羅千卡

多羅千卡（Tlačenka）是捷克和斯洛伐克地區一種和水晶肴肉類似的豬肉料理，這種料理和波蘭的薩爾載松（salceson）類似。
在捷克，淺色版的多羅千卡有多種製作方法，其中通常會以厚豬皮和踝關節豬蹄湯以等筋肉類的東西黏合，並加入切下來的碎肉（豬指關節、豬頭等）、下水（豬舌、豬肝、豬心等）和以鹽和墨角蘭、大蒜、香芹籽、胡椒、丁香、多香果等多種調味料調味的脂肪等所組成的多種混合物；另一個版本，也就是深色的多羅千卡，在製作時除了上述材料外，還會加入豬血。